# Фоло
Фо̀ло (на италиански: Follo, на местен диалект Folo) е малко градче и община в северозападна Италия, провинция Специя, регион Лигурия. Разположено е на 70 m надморска височина. Населението на общината е 6339 души (към 2011 г.).